# Кленовый сахар
Кленовый сахар (англ. Maple sugar) — традиционный подсластитель в Канаде и северо-восточной части США, изготовляемый из кленового сока (maple sap).

## Сырьё для производства
Для производства кленового сахара преимущественно используются три вида кленов: сахарный клён (Acer saccharum), чёрный клён (A. nigrum) и красный клён (A. rubrum). Эти сорта были выбраны из-за высокого содержания сахарозы (примерно от двух до пяти процентов) в соке этих видов. Однако для производства кленового сахара могут использоваться и другие (но не все) виды клёна, в частности, клён ясенелистный (Acer negundo), клён серебристый (A. saccharinum) и клён крупнолистный (A. macrophyllum).
Аналогом кленового сахара является пальмовый сахар, в частности, кокосовый.

## История и современная ситуация

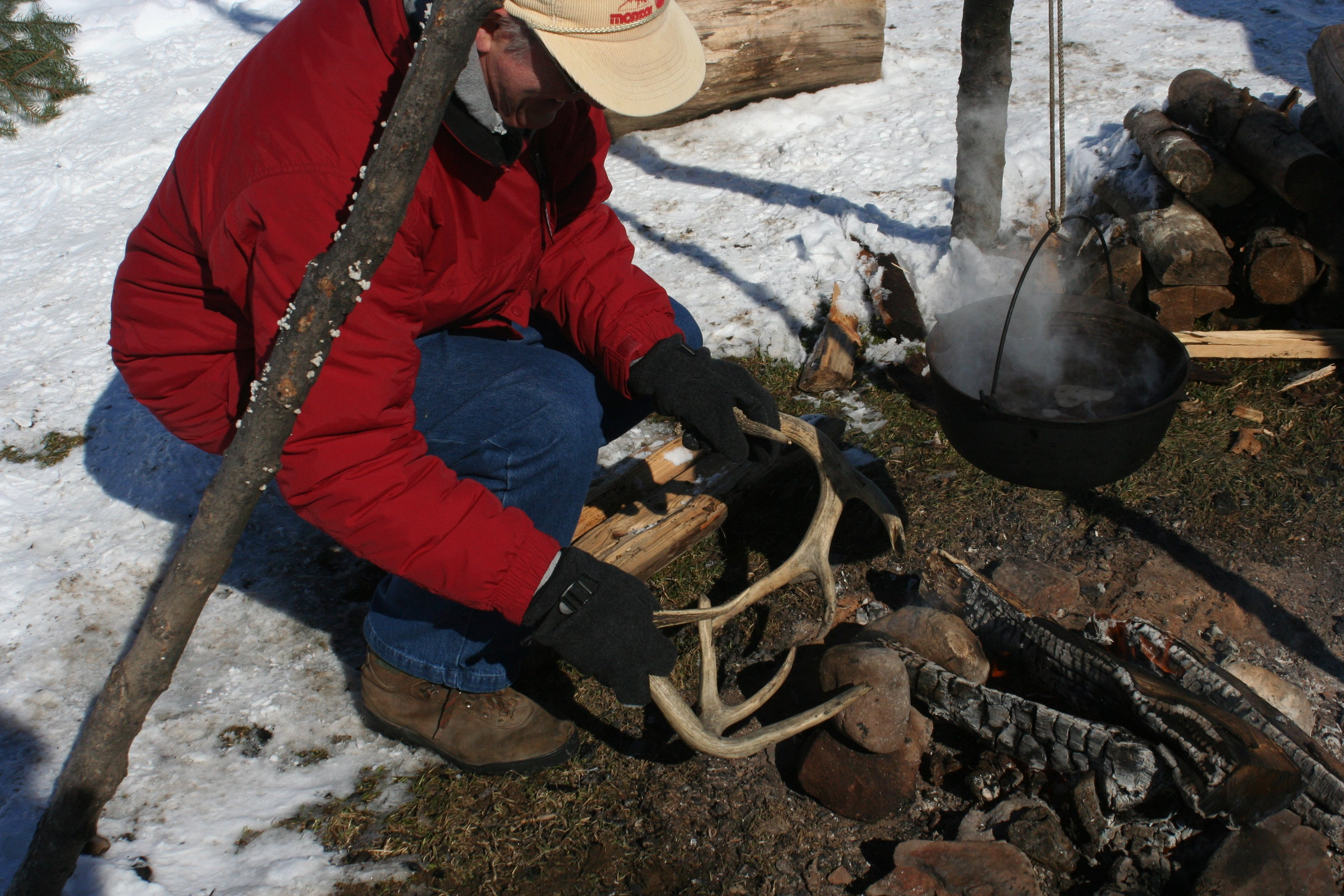
Демонстрация традиционной индейской техники изготовления кленового сахара.

Изготовление кленового сахара было известно индейцам доколумбовой Америки, которые предпочитали кленовый сахар кленовому сиропу из-за удобства транспортировки и хранения. Уже первые европейские поселенцы переняли у индейцев производство сахара: известно что в 1631 году английское торговое судно перевозило кленовый сахар из колонии Массачусетского залива в Новый Амстердам (будущий Нью-Йорк). К середине XVIII века процесс производства кленового сахара был уже достаточно известен, чтобы попасть в «Энциклопедию» Дидро.
Тем не менее, на сегодняшний день основным продуктом, получаемым из кленового сока, является кленовый сироп, обладающий более выраженными и самобытными вкусовыми свойствами. Производство же кленового сахара не слишком рентабельно по сравнению с производством тростникового, и, особенно, свекловичного сахара, поэтому имеет ограниченный масштаб.

## Правовое регулирование
В Канаде кленовый сахар — это один из нескольких кленовых продуктов, производимых из кленового сока или кленового сиропа, наряду с кленовым кремом и кленовыми ирисками. Поскольку кленовые продукты считаются национальным брендом Канады, их качество строго регулируется местным законодательством.